# Doicholobosa complanatis
Doicholobosa complanatis is een rechtvleugelig insect uit de familie sabelsprinkhanen (Tettigoniidae). De wetenschappelijke naam van deze soort is voor het eerst geldig gepubliceerd in 2017 door Bian, Zhu & Shi.